# Heinkel He 46
Heinkel He 46 byl německý dvoumístný průzkumný letoun a letoun určený pro spolupráci s armádou.

## Vývoj
První prototyp He 46a (D-1028), poháněný licenční verzí hvězdicového motoru Bristol Jupiter o výkonu 450 hp, vzlétl v roce 1931. Tehdy měl letoun ještě dvouplošné uspořádání, které bylo pro špatný výhled navigátora směrem dopředu dolů změněno na hornoplošné.
Druhý prototyp He 46b, který již byl řešen jako hornoplošník s šípovým křídlem a pevným záďovým podvozkem, poprvé vzlétl v roce 1932.
Třetí prototyp He 46c byl poháněn hvězdicovým devítiválcovým motorem Siemens SAM 22 B chlazeným vzduchem, který roztáčel dřevěnou dvoulistou vrtuli.
Do sériové výroby byla zavedena varianta vycházející z třetího prototypu označená He 46 C s motorem Siemens Sh 22. Stroje měly instalovaný jeden pohyblivý kulomet na lafetě v zadní kabině, v pumovnici byla umístěna jedna kamera Zeiss, nebo dvacet 10kg pum.
Prototyp He 46d (D-3258) byl vzorovým strojem šestikusové série zbavené veškeré výzbroje a vojenského vybavení. Letouny Heinkel He 46 D (D-IJIA, D-ITEU, D-ITAI, D-ILUO, D-IXUI a D-IRAN) byly určeny pro Německý aeroklub.
He 46e (D-ILHE) se stal prototypem exportní verze se zesílenou konstrukcí draku, pro instalaci motoru s větším výkonem 555 kW a hmotností Armstrong Siddeley Panther X. Pohonná jednotka byla vybavena krytem typu NACA a letoun byl navíc vyzbrojen jedním pevným kulometem MG 17 ráže 7,92 mm. Bulharská vláda objednala 18 exemplářů vyrobených v továrně Gothaer Waggonfabrik jako He 46eBu, které byly dodány počátkem roku 1936. Dalších šest He 46e bylo vyrobeno pro Luftwaffe jako zkušební letouny. Patnáct dalších strojů této verze bez výzbroje vyrobila společnost MIAG pro letecké školy průzkumného letectva pod označením He 46f. Také dalších 36 strojů He 46eUn pro maďarské letectvo bylo vyrobeno v továrně MIAG. Letouny měly zabudovány hvězdicové pohonné jednotky Gnome-Rhône 14K Mistral Major o vzletovém výkonu 640 kW licenčně vyráběnými firmou Manfred Weiss v Budapešti, odkud byly dodávány společnosti Mühlenbau und Industrie AG. Třílisté kovové vrtule byly opatřeny kuželem. Dále měly změněnou výzbroj, která se skládala ze dvou pevných kulometů Gebauer vz. 1936/31 M ráže 8 mm a jedním pohyblivým kulometem vz. 1934 M. První letoun pro Maďarsko nesl imatrikulaci D-IRHN.

## Nasazení

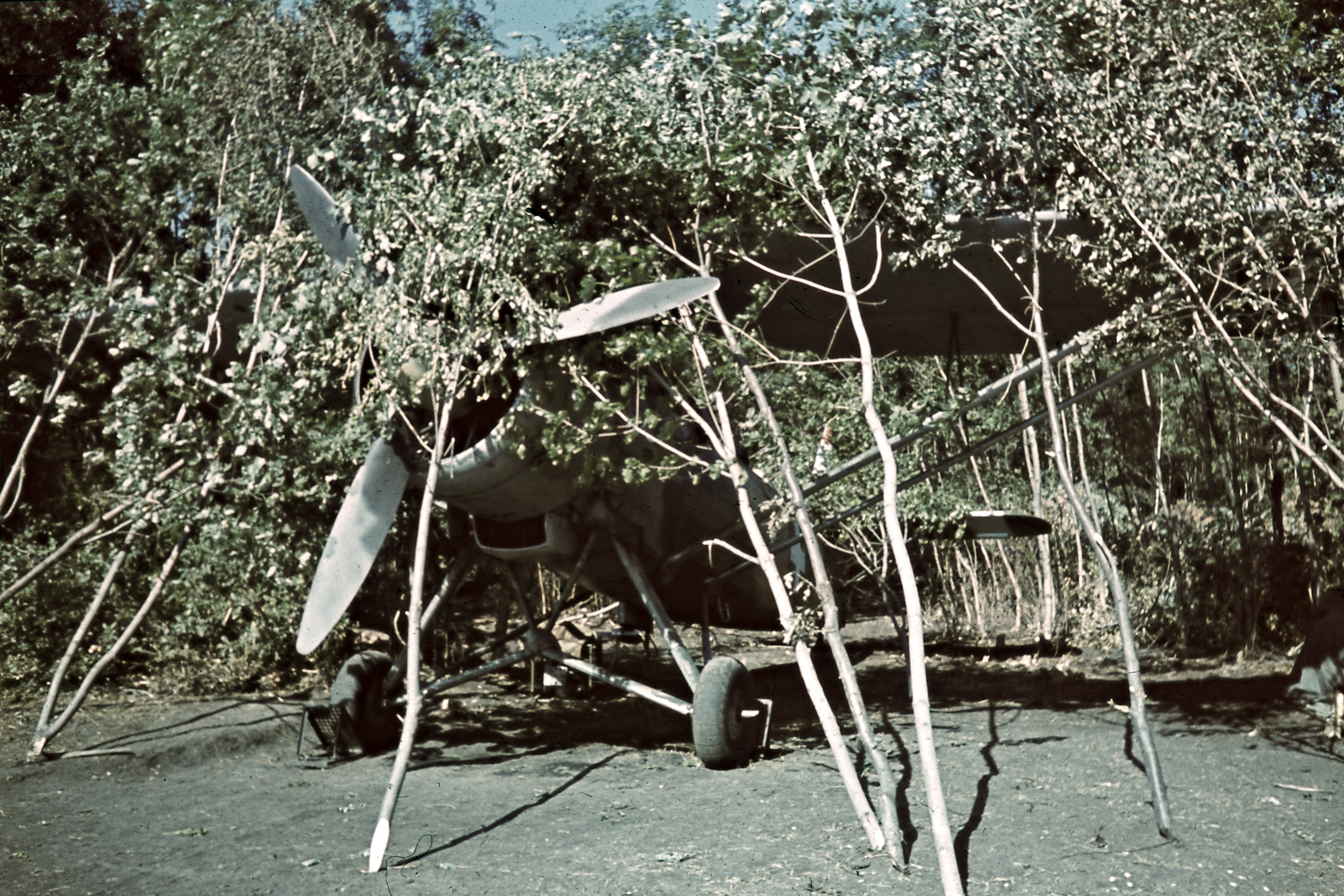
Heinkel He-46 E

Na počátku roku 1935 sloužilo v Luftwaffe 84 kusů He 46, většinou v průzkumných jednotkách, nebo v školách průzkumných letců v Braunschweigu a Hildesheimu.
12 kusů He 46 C-1 bylo od října roku 1936 používáno Legií Condor ve Španělsku. V Seville z nich byly vytvořeny tři samostatné letky 1-E-11, 2-E-11 a 3-E-11. V listopadu 1936 představitelé vlády generála Franka zakoupili dalších 10 strojů, ze kterých Španělé utvořili letku 4-E-11. Z těchto čtyř letek byly založeny dvě skupiny. První, 1-G-11, umístěná ve Vara de Rey a druhá, 2-G-11, v Zaragoze. Po obdržení dalších 12 letounů byla vytvořena skupina 3-G-11. Po těžkých ztrátách u Belchite a Teruelu, kdy bylo ztraceno 20 strojů z 24, byla jednotka rozpuštěna a ze zbývajících posádek byla vytvořena Escuela de Tripulantes v Malaze. Válku přečkalo pouze 10 kusů, z nichž tři setrvaly ve službě do roku 1946.
V roce 1937 tvořily He 46 C výzbroj 18 průzkumných letek Luftwaffe. 162 strojů se nacházelo v první linii a ostatní užívaly letecké školy pro piloty a pozorovatele. V době vypuknutí II. světové války bylo i nadále pět letek (4.(H)/12, 2.(H)/23, 4.(H)/23, 2.(H)31 a 4.(H)/31) vyzbrojeno tímto typem. Další letky užívaly několik He 46 C s novějšími letouny Henschel Hs 126.
Od jara 1943 byly Heinkely He 46 C používány v roli lehkých nočních bombardérů ve výzbroji některých Störkampfstaffeln.
Maďaři v roce 1938 vytvořili z letounů Heinkel He 46 E-2/Un tři letky taktického průzkumu: I. letka byla dislokovaná v Mátyásföldu, II. letka v Székesfehérváru-Sosto a VII. letka v Miškolci. Maďarské He 46 zůstaly ve frontové službě do března 1943. Poslední jednotkou vybavenou těmito letouny byla průzkumná letka 4/2, která byla v roce 1944 přeměněna na 102. noční bitevní letku. Všechny stroje byly v květnu 1945 evakuovány na letiště Vídeň-Neustadt.
Licenční výroba probíhala rovněž v továrně Siebel Flugzeugwerke v Halle (159 kusů) a Fieseler (12 kusů).

## Specifikace (He 46 C)

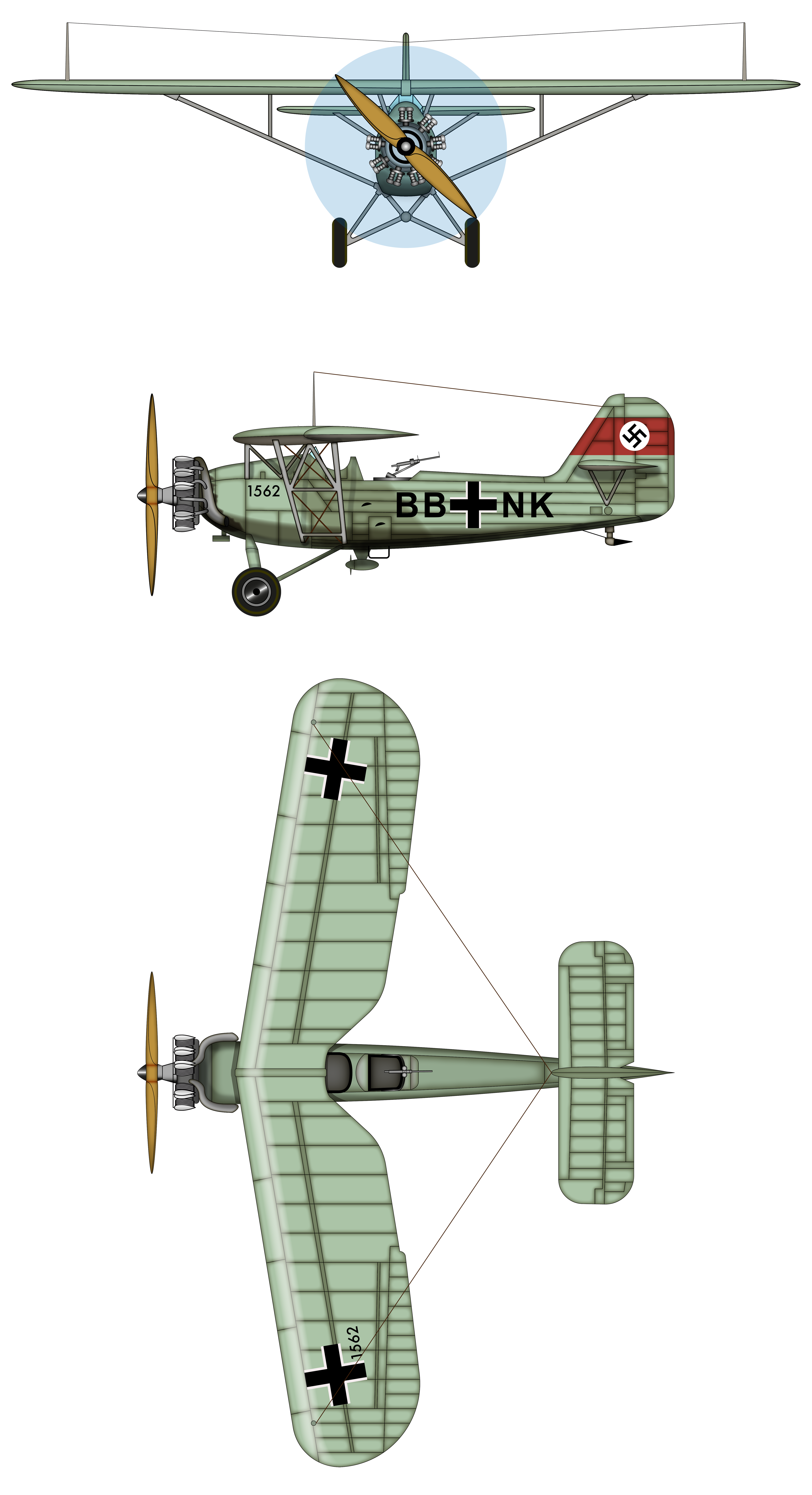
Heinkel He 46 (BB+NK)

Údaje podle

### Technické údaje
- Posádka: 2
- Rozpětí: 14,00 m
- Délka: 9,50 m
- Výška: 3,40 m
- Hmotnost prázdného letounu: 1765 kg
- Max. vzletová hmotnost: 2300 kg
- Pohonná jednotka: 1 × hvězdicový motor Bramo 322 B (SAM 22 B)
  - Vzletový výkon: 478 kW

### Výkony
- Maximální rychlost u země: 250 km/h
- Cestovní rychlost u země: 210 km/h
- Přistávací rychlost: 95 km/h
- Doba výstupu do výšky 1 000 m: 2,6 min
- Dostup: 6000 m
- Dolet: 1000 km

### Výzbroj
- 1 × pohyblivý kulomet MG 15 ráže 7,92 mm
- 20 × puma o hmotnosti 10 kg